# Toni Kallela
Toni Kallela, född 10 januari 1993 i Oulais, Norra Österbotten, är en finländsk före detta ishockeyspelare.

## Klubbar
- KalPa, Liiga (2011/2012 – 2012/2013)
- Savonlinnan Pallokerho, Mestis (2012/2013) (lån)
- Mora IK J20, J20 Superelit (2012/2013)
- Mora IK, Allsvenskan (2012/2013)
- Tappara, Liiga (2013/2014 – 2014/2015)
- Lempäälän Kisa, Mestis (2013/2014 – 2014/2015) (lån)
- Ilves, Liiga (2014/2015)
- Ässät, Liiga (2015/2016)
- ETC Crimmitschau, DEL2 (2016/2017)
- Herning Blue Fox, Tanska (2016/2017 – 2017/2018)
- Vasa Sport, Liiga (2018/2019 – 2019/2020)
- Skellefteå AIK, SHL (2019/2020)